# Style typographique international

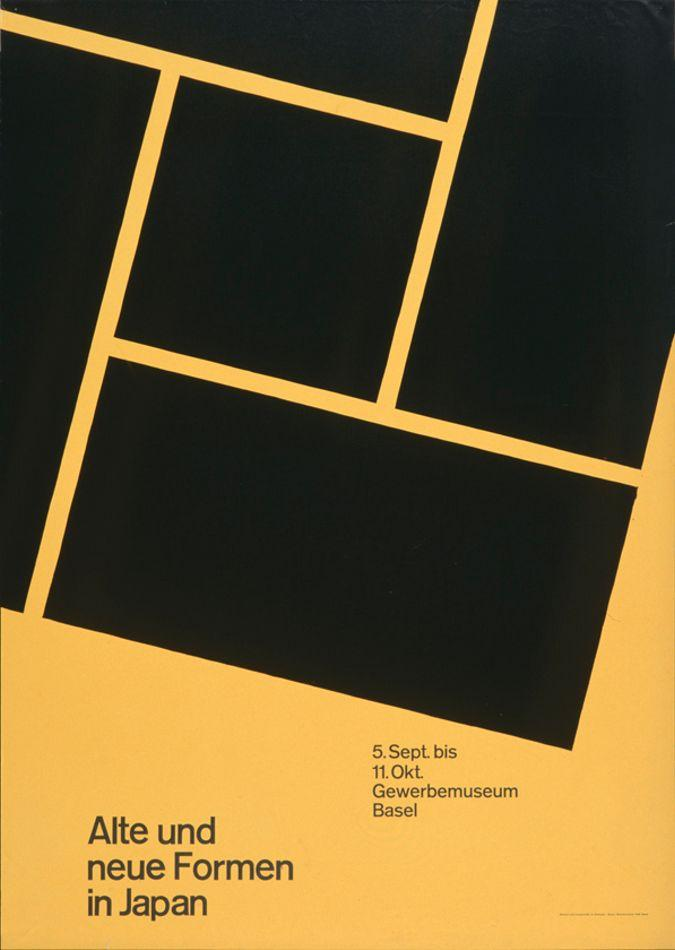
Affiche de 1959 pour le Gewerbemuseum de Bâle.

Le style typographique international (ou style international), également connu sous le nom de style suisse, est un courant du design graphique développé en Suisse dans les années 1950, notamment par Max Miedinger et ses collègues, Armin Hofmann et Emil Ruder.

## Spécificités
Il met l'accent sur le dépouillement, la lisibilité et l'objectivité. Les éléments distinctifs du style international sont une mise en page asymétrique, l'utilisation de grilles, de polices de caractères sans-serif comme Akzidenz-Grotesk, et l'alignement à gauche du texte, dont le bord droit est laissé irrégulier. La photographie, souvent en noir et blanc, est préférée aux illustrations dessinées. Bon nombre des premières créations du style international utilisent la typographie, en plus de son utilisation pour le texte, comme élément principal et structurant du design.

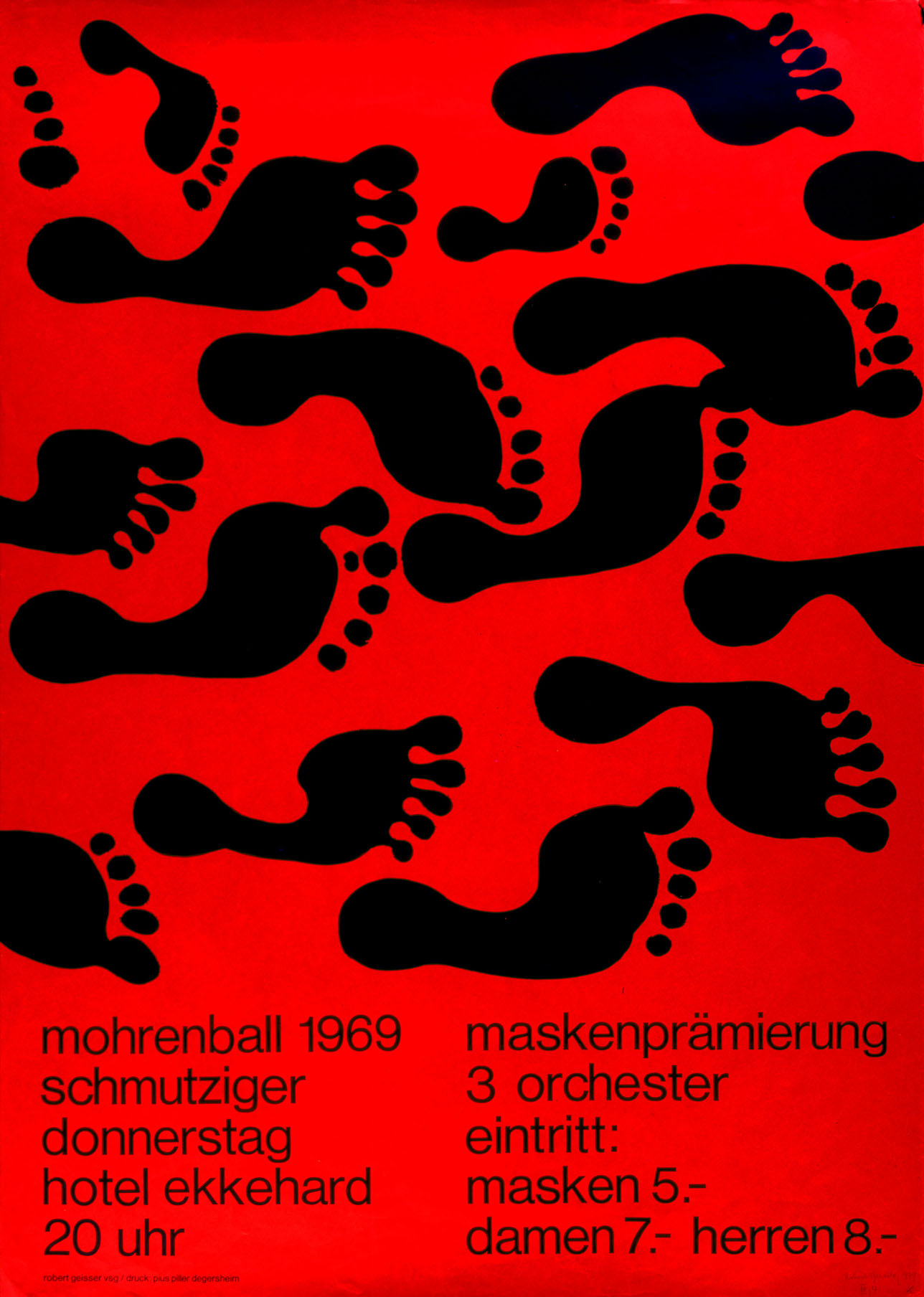
Affiche de Robert Geisser (de) pour une manifestation à Saint-Gall, 1969
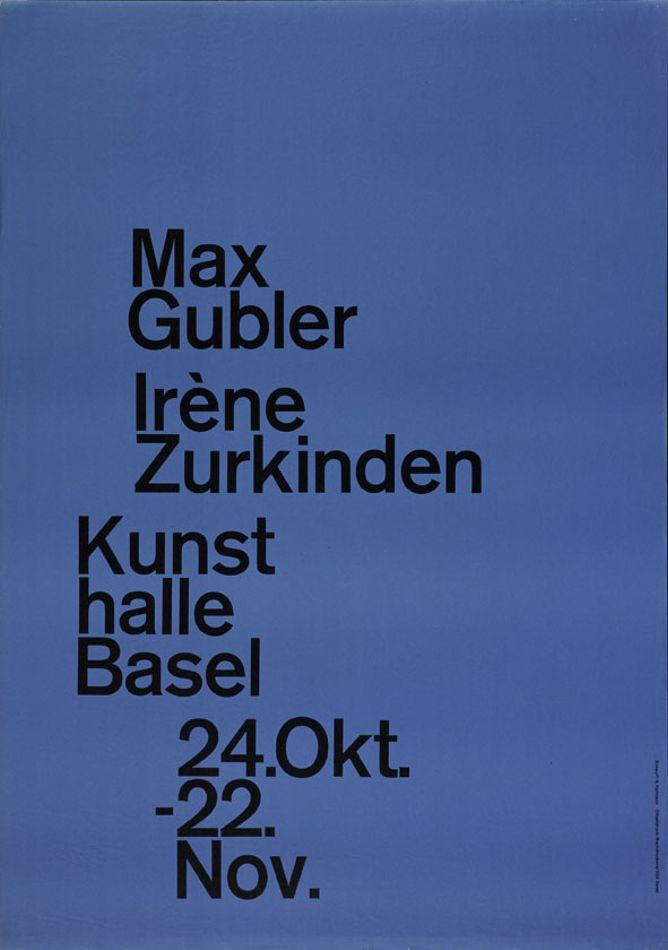
Affiche d'Armin Hofmann pour une exposition à la Kunsthalle bâloise, 1959
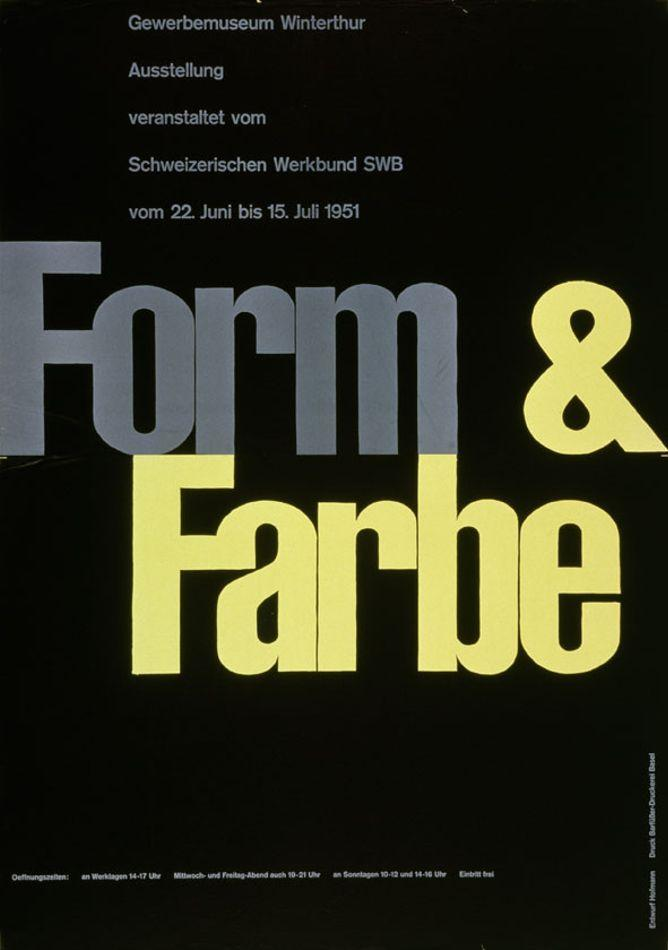
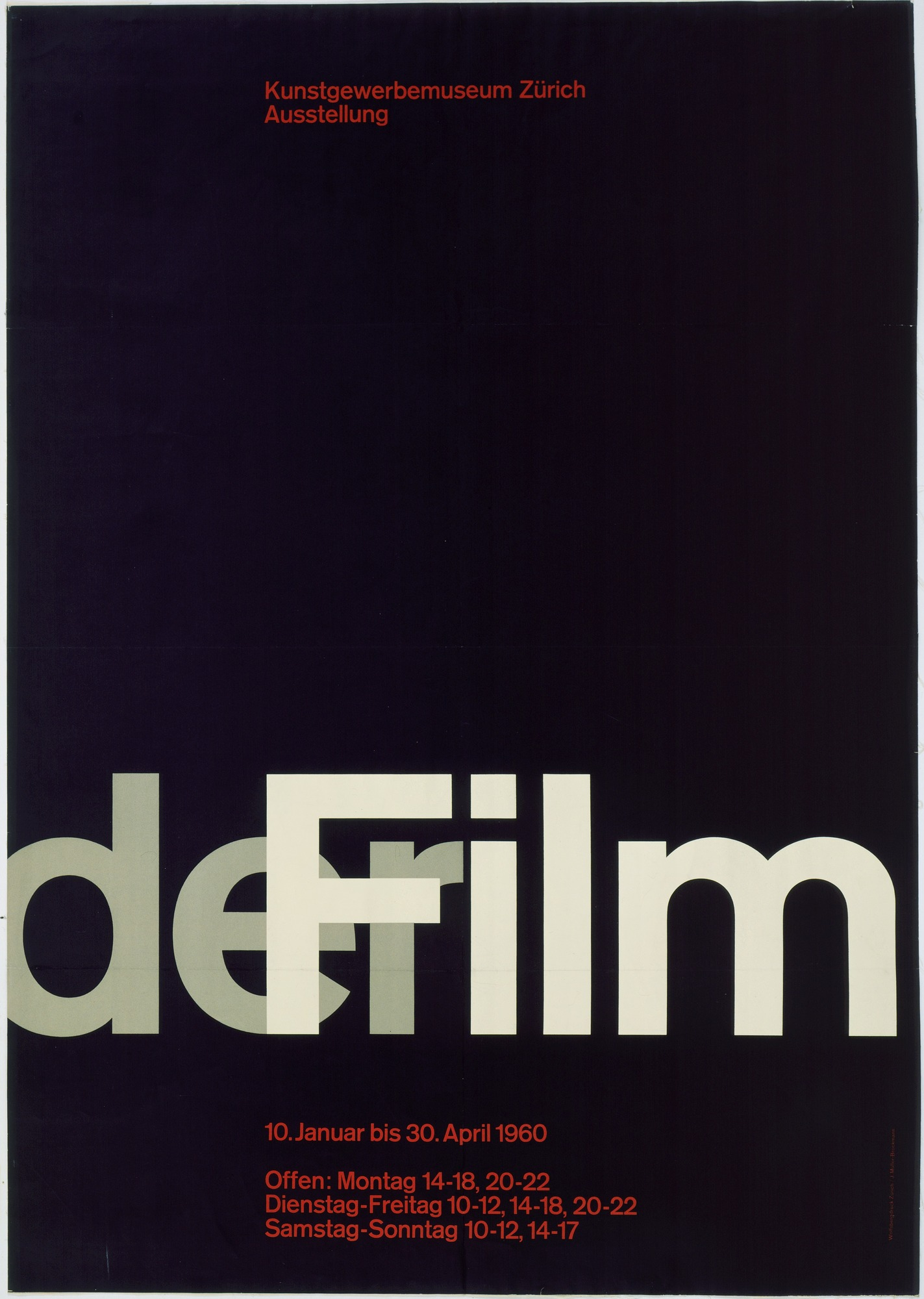
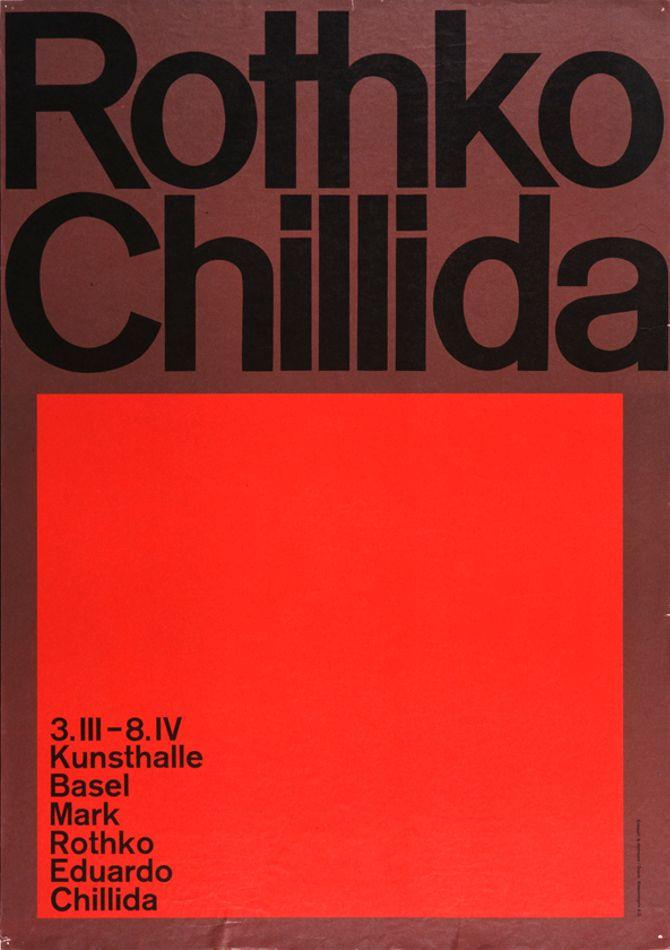
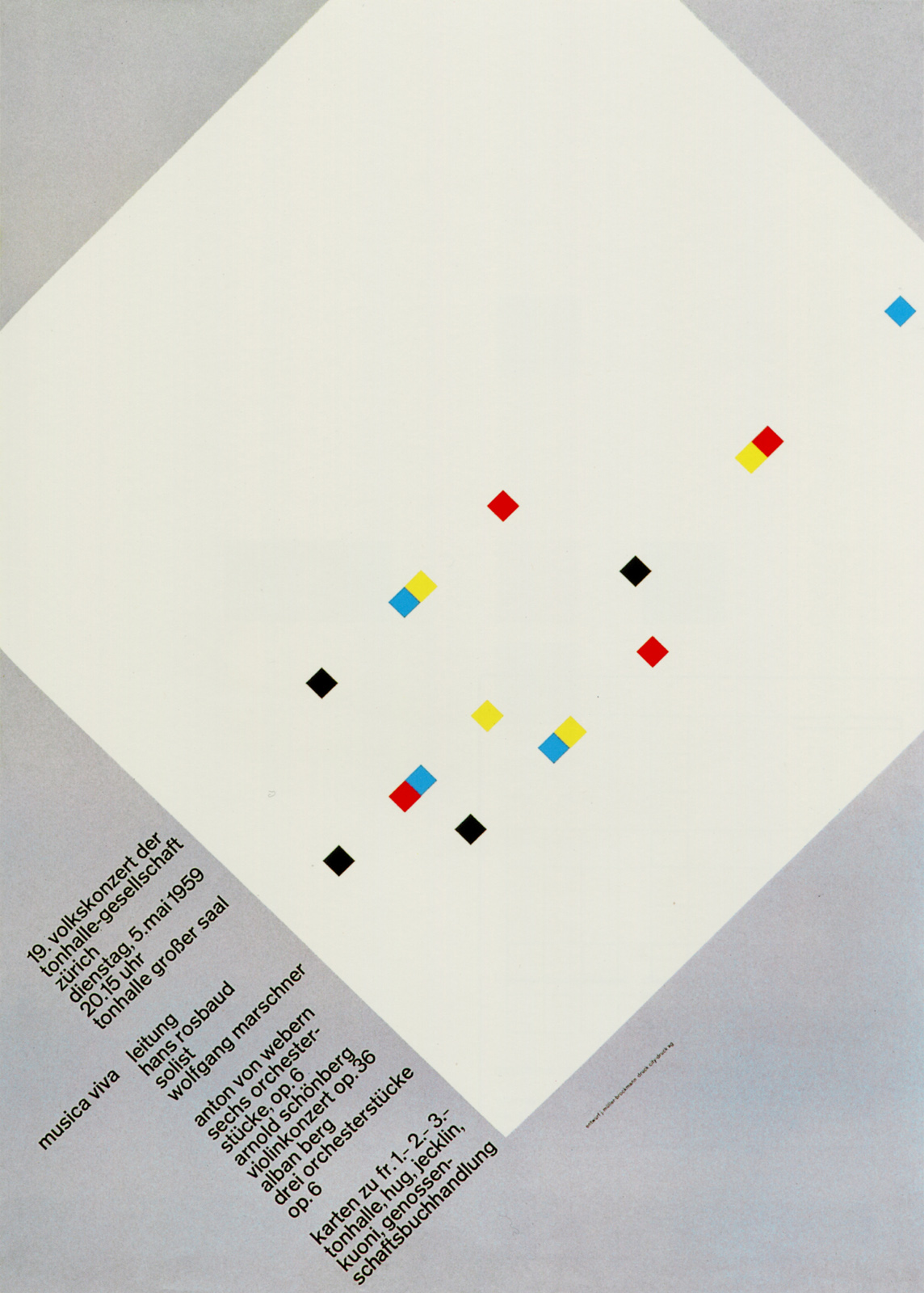

### Logos d'entreprises internationales

Helvetica est l'une des polices de style international.

Parmi les identités d'entreprises et logos emblématiques du style international, on peut citer American Airlines, créé en 1967 par Massimo et Lella Vignelli (qui sera en usage jusqu'en 2013), le logo du constructeur automobile Fiat, développé par Jean Reiwald et Armin Vogt, ou celui de la compagnie aérienne Swissair, créé en 1978 par Karl Gerstner.

Logo créé par Massimo et Lella Vignelli, utilisant la fonte Helvetica.
Logo par Jean Reiwald et Armin Vogt, 1965-1968.
Identité conçue par Karl Gerstner en 1978.

## Histoire d'un style

### 1958, une année charnière
L'année 1958, selon l'historien Richard Hollis, marque une étape importante dans la définition de ce style nouveau. C'est l'année où est fondée la revue Neue Grafik (Graphisme actuel), et où a lieu l'exposition Konstruktive Grafik (Graphisme constructif), montrée au Musée d'arts appliqués de Zurich, présentant des travaux de Richard Paul Lohse, Hans Neuburg et Carlo Vivarelli.
Entre 1957–59 sont publiés plusieurs textes qui vont définir et formaliser ce style nouveau pour une audience internationale : le livre Die neue Grafik [The new graphic art. Le nouvel art graphique] de Karl Gerstner et Markus Kutter, le numéro spécial des TM-RSI consacré à la « Typographie intégrale », et l'article De l'ordre typographique d'Emil Ruder, publié en trois langues dans la revue Graphis.

### Action des typographes suisses à Paris
Durant la période allant des années 1950 à 1980, un nombre important de typographes suisses, formés aux écoles de Bâle et de Zurich, vont pratiquer leur métier dans la capitale française. En apportant leur style à des revues (p.ex. Elle, sous la direction artistique de Peter Knapp) ou à des édifices publics comme l'aéroport de Roissy-Charles de Gaulle (signalétique conçue par Adrian Frutiger), le Métro parisien (signalétique par Frutiger) ou le Centre Pompidou (identité visuelle par Jean Widmer), ils contribuent à l'essor international de ce langage visuel et typographique.

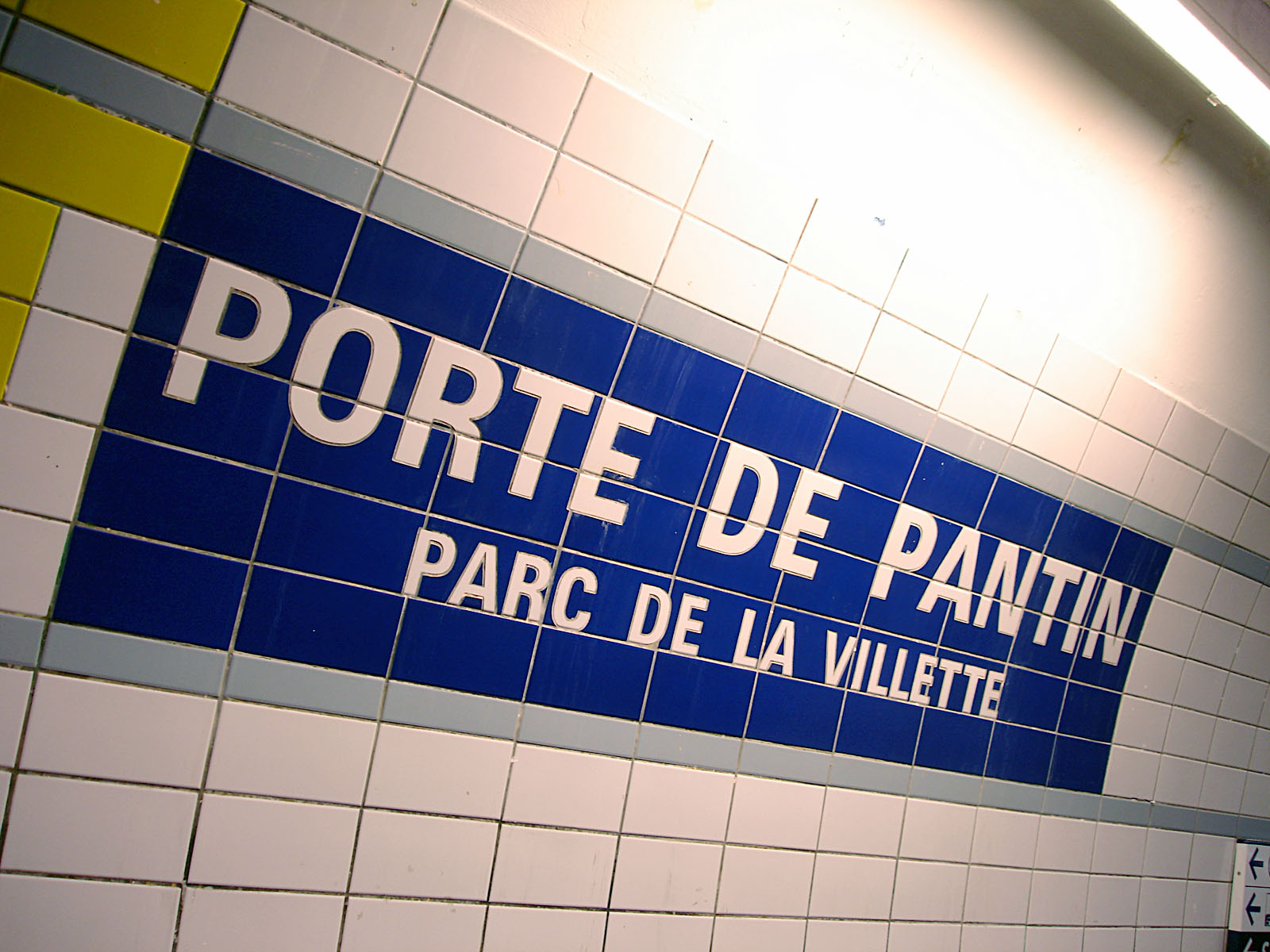
Signalétique du Métro de Paris par Adrian Frutiger, fondée sur la fonte Univers.
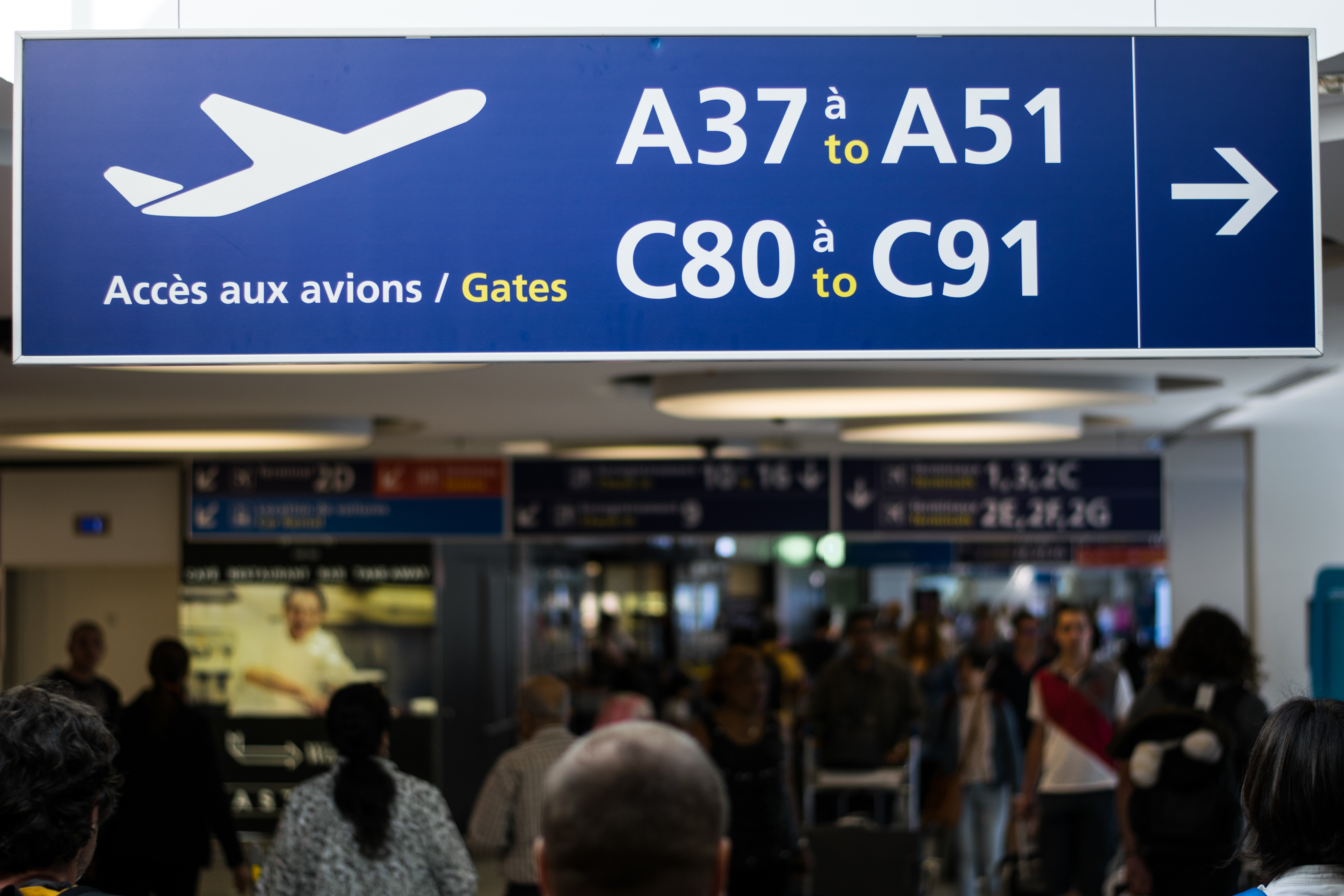
Signalétique de l'aéroport Roissy-Charles-de-Gaulle, dans la fonte Frutiger.
Logo du Centre Pompidou, créé par Jean Widmer.

Des représentants de la typographie suisse vont également influer sur l'enseignement artistique, comme Peter Keller, qui enseigne à l'École nationale supérieure des arts décoratifs (ENSAD) dès 1969, et à l'Atelier national de recherche typographique (ANRT) dès sa création en 1985, avant d'être nommé directeur en 1990. D'autres graphistes suisses ayant enseigné dans les écoles de Paris sont Adrian Frutiger (à l'École Estienne de 1952 à 1962, puis à l'ENSAD de 1954 à 1968),, Rudi Meyer (à l'ENSAD de 1967 à 2004) et Hans-Jürg Hunziker (à l'ANRT).
Selon José Mendoza, « la vague typographique suisse des années cinquante a tempéré l'insolence française, […] apportant de la rigueur ». Gérard Blanchard écrit : « Au milieu d'une anarchie typographique généralisée […], ce que les Suisses allemands apportaient c'était une rationalisation de la typographie […]. Quant à l'enseignement, les Suisses avaient su systématiser les recherches faites au Bauhaus depuis les années 1920, mais refusées par la plupart des esthéticiens français d'alors. »

## Artistes et graphistes
- Max Bill
- Adrian Frutiger
- Armin Hofmann
- Richard-Paul Lohse
- Herbert Matter
- Josef Müller-Brockmann
- Paul Rand
- Emil Ruder
- Jan Tschichold